# Иван Крафти
Иван Георгиев Крафти е български просветен деец и юрист, първият главен прокурор към Върховния административен съд след 1912 година.

## Биография
Роден е в Болград. Заминава за Македония, където учителства. Работи като учител в Солунската българска мъжка гимназия в учебната 1887/1888 година. След това се установява в Свободна България. Председател е на окръжния съд в Пазарджик и като такъв осъжда убийците на Алеко Константинов в 1897 година. След Балканските войни Иван Крафти е първият главен прокурор към Върховния административен съд в България от 1914 до 1931 година.
С жена си Анна Величкова имат дъщеря Поля Крафти (1902 – 1979), която се жени за Никола Татарчев (1898 – 1968) и техен син е Иван Татарчев (1930 – 2008), главен прокурор на България между 1992 и 1999 година.
Умира на 25 октомври 1938 година. Погребан е в Централните софийски гробища.